# بانک سرمایه
بانک سرمایه شرکت خدمات مالی و بانکداری ایرانی است. بانک سرمایه فعالیت خود را از دی ماه سال ۱۳۸۴ به عنوان ششمین بانک خصوصی ایران آغاز کرد و هم‌اکنون مالک شبکه‌ای از ۱۴۰ شعبه و باجه، در سراسر ایران است. سهام این بانک در سال ۱۳۸۴ در بازار بورس اوراق بهادار تهران عرضه شد و هم‌اکنون اکثریت سهام آن متعلق به صندوق ذخیره فرهنگیان می‌باشد. در ۸ اکتبر ۲۰۲۰ وزارت خزانه‌داری آمریکا این بانک را در فهرست تحریم‌های خود قرار داد.

## تاریخچه
بانک سرمایه به استناد ماده واحده قانون اجازه تأسیس بانکهای غیردولتی مصوب ۱۳۷۹، ماده ۹۸ قانون برنامه سوم توسعه اقتصادی، اجتماعی و فرهنگی جمهوری اسلامی ایران در چارچوب قانون پولی و بانکی کشور مصوب تیرماه سال ۱۳۵۱، قانون عملیات بانکداری بدون ربا و با رعایت قانون اصلاح قسمتی از قانون تجارت مصوب اسفندماه ۱۳۴۷ و همچنین با رعایت سایر قوانین جاری و مقررات اساسنامه و با هدف تسهیل و فراهم ساختن امکان مشارکت گسترده و فراگیر ملی و مردمی در تمامی فعالیتهای سازنده و مثمر ثمر اقتصادی و به ویژه در زمینه پولی و بانکی در تاریخ ۴ دی ۱۳۸۴ تحت شماره ۲۶۲۳۷۷ در اداره ثبت شرکتها و موسسات غیرتجاری تحت عنوان شرکت بانک سرمایه (سهامی عام) ثبت و به عنوان ششمین بانک خصوصی ایران و اولین بانک خصوصی با بیشترین سرمایه اولیه در کشور به مبلغ ۳۵۳ میلیارد و ۵۰۰ میلیون تومان (۳۵۳۵ میلیارد ریال) براساس مجوز شماره ۴۶۱۳/ه مورخ ۱۸ دی ۱۳۸۴ صادره از سوی بانک مرکزی جمهوری اسلامی ایران عملاً فعالیت خود را در عرصه بانکداری کشور آغاز نموده‌است.
برای اولین بار به صورت همزمان در اسفندماه سال ۱۳۸۴ سه شعبه بانک به ترتیب در شهرهای مشهد و تهران شروع به کار نمودند.

### تحریم
وزارت خزانه‌داری آمریکا در تاریخ ۸ اکتبر ۲۰۲۰، ۱۸ بانک در ایران از جمله بانک سرمایه را به جرم حمایت جمهوری اسلامی از تروریسم و برنامه‌های هسته‌ای تحریم کرد و در لیست سیاه خود قرار داد.

## سهامداران
سهامداران بانک سرمایه مرکب از اشخاص حقیقی و حقوقی می‌باشند که اشخاص حقیقی آن متشکل از گروه‌های مختلف جامعه از جمله فرهنگیان، جامعه دانشگاهیان، کارکنان بانک‌های ملت، رفاه، تجارت، جامعه پزشکان کشور و سایر قشرها جامعه می‌باشند. اشخاص حقوقی آن متشکل از انواع شرکت‌های سرمایه گذاری، تولیدی، صنعتی، خدماتی، صندوق‌های بازنشستگی و شرکت‌های بیمه و صندوق ذخیره فرهنگیان می‌باشند.

## پرونده فساد
پرونده این بانک پس از کشف فساد پانزده هزار میلیارد تومانی در صندوق ذخیره فرهنگیان، سهامدار اصلی بانک سرمایه، به جریان افتاد. شماری از متهمان و محکومان پرونده بانک سرمایه، از اقوام و فرزندان مقام‌های ارشد جمهوری اسلامی ایران در دوره‌های مختلف هستند. اسدالله مسعودی مقدم که زمانی قاضی پرونده بانک سرمایه بود گفته‌است که این پرونده در حدود ۴۰۰ متهم دارد. پرونده فساد و تخلفات بانک سرمایه مورد تحقیق و تفحص دوره دهم مجلس شورای اسلامی هم قرار گرفت.
در دادگاه بانک سرمایه پرونده‌های جنجالی زیادی تاکنون بررسی شده‌است که از مهم‌ترین آنها می‌توان به صدور حکم ده سال حبس برای عمار صالحی، پسر عطاءالله صالحی، فرمانده سابق ارتش، صدور حکم بیست سال حبس برای هادی رضوی، داماد محمد شریعتمداری، وزیر کار در دولت حسن روحانی، حکم بیست سال حبس برای حسین هدایتی، از سرمایه‌گذاران فوتبال ایران، حکم ده سال زندان برای احمد هاشمی شاهرودی، برادرزاده و داماد محمود هاشمی شاهرودی، رئیس پیشین مجمع تشخیص مصلحت نظام اشاره کرد. پرویز کاظمی، وزیر رفاه در دولت محمود احمدی‌نژاد، نیز در این پرونده به ۲۰ سال زندان محکوم شد.
در این پرونده محمدرضا خانی، مدیرعامل این بانک، به جرم مشارکت در اخلال در نظام اقتصادی و پولی کشور به ۲۰ سال حبس، علیرضا حیدرآبادی‌پور مدیرعامل دیگر این بانک به ۱۲ سال حبس و یاسر ضیایی شیرکلائی، قائم‌مقام بانک، نیز به ۱۵ سال حبس محکوم شدند. حیدرآبادی از اعلام فساد اقتصادی در بانک به اسپانیا فرار کرد ولی خرداد سال ۹۸ توسط پلیس اینترپل بازداشت و به ایران بازگردانده شد.

## شرکت‌های وابسته
- شرکت توسعه تجارت سرمایه پایدار قشم
- شرکت تجارت الکترونیک سرمایه
- شرکت سرمایه گذاری سایه گستر سرمایه
- شرکت توسعه ساختمان سرمایه (سهامی خاص)
- شرکت صرافی سرمایه